# جین هاوکینگ
جین بریل وایلد هاوکینگ جونز (انگلیسی: Jane Beryl Wilde Hawking Jones؛ با نام تولد جین بریل وایلد؛ ۲۹ مارس ۱۹۴۴) نویسنده و معلم انگلیسی است. او متولد سنت آلبانز از شهرستان هرتفوردشر در شرق انگلستان و فرزند جورج و بریل وایلد (با نام خانوادگی Eagleton) می‌باشد. جین در کلیسای انگلستان بزرگ شده، یک مسیحی فعال است که در سال ۱۹۶۵ با استیون هاوکینگ ازدواج کرد و از او صاحب سه فرزند با نام‌های رابرت، لوسی و تیموتی شد.